# 이름공간
이름공간 또는 네임스페이스(영어: namespace)는 개체를 구분할 수 있는 범위를 나타내는 말로 일반적으로 하나의 이름 공간에서는 하나의 이름이 단 하나의 개체만을 가리키게 된다.
저명한 예는 다음을 포함한다:
- 파일 시스템은 파일에 이름을 할당하는 이름공간이다.[1]
- 일부 프로그래밍 언어들은 이름공간 안에 변수와 함수를 조직한다.[2][3][4] 컴퓨터 프로그래밍 언어인 C에서는 전역 지역 공간과 지역 이름 공간이라는 이름 공간에 대한 개념이 있는데, 각각의 이름 공간에서는 같은 변수나 함수 이름을 사용할 수 없지만, 영역이 다르면 변수나 함수명이 같을 수도 있다. C++와 Java 프로그래밍 언어에서는 이름 공간을 명시적으로 지정하여 사용할 수 있다.
- 컴퓨터 네트워크와 분산 시스템은 이름을 컴퓨터, 프린터, 웹사이트, (원격) 파일 등의 자원에 할당한다.

## 네이밍 시스템
이름공간의 이름은 이름공간 식별자와 로컬 이름으로 구성된다. 이름공간의 이름은 일반적으로 로컬 이름에 대한 두문자로 적용된다.
ABNF 형식으로는 다음과 같이 나타낸다.
```
name = <namespace identifier> separator <local name>
```

### 예
| 컨텍스트           | 이름                                                    | 이름공간 식별자                                  | 로컬 이름                    |
| ------------------ | ------------------------------------------------------- | ------------------------------------------------ | ---------------------------- |
| 경로               | /home/user/readme.txt                                   | /home/user (path)                                | readme.txt (file name)       |
| 도메인 네임        | www.example.com                                         | example.com (domain)                             | www (host name)              |
| C++                | std::array                                              | std                                              | array                        |
| UN/LOCODE          | US NYC                                                  | US (country)                                     | NYC (locality)               |
| XML                | xmlns:xhtml="http://www.w3.org/1999/xhtml" <xhtml:body> | http://www.w3.org/1999/xhtml                     | body                         |
| 펄                 | $DBI::errstr                                            | DBI                                              | $errstr                      |
| 자바               | java.util.Date                                          | java.util                                        | Date                         |
| URN (URN)          | urn:nbn:fi-fe19991055                                   | urn:nbn (National Bibliography Numbers)          | fi-fe19991055                |
| 핸들 시스템        | 10.1000/182                                             | 10 (Handle naming authority)                     | 1000/182 (Handle local name) |
| 디지털 객체 식별자 | 10.1000/182                                             | 10.1000 (publisher)                              | 182 (publication)            |
| MAC 주소           | 01-23-45-67-89-ab                                       | 01-23-45 (en:organizationally unique identifier) | 67-89-ab (NIC specific)      |
| PCI ID             | 1234 abcd                                               | 1234 (Vendor ID)                                 | abcd (Device ID)             |
| USB VID/PID        | 2341 003f                                               | 2341 (Vendor ID)                                 | 003f (Product ID)            |

## 프로그래밍에서의 예
아래는 C++에 사용한 이름공간의 예이다.
```
#include
 
<iostream>

using
 
std
::
cout
;

using
 
std
::
endl
;

namespace
 
Box1
{

   
int
 
boxSide
 
=
 
4
;

}

namespace
 
Box2
{

   
int
 
boxSide
 
=
 
12
;

}

int
 
main
 
()
 
{

  
cout
 
<<
 
Box1
::
boxSide
 
<<
 
endl
;
  
//output 4

  
cout
 
<<
 
Box2
::
boxSide
 
<<
 
endl
;
  
//output 12

  
return
 
0
;

}

```

## 같이 보기
- 디지털 객체 식별자 (DOI)
- IP 주소
- 학명
- 듀이 십진분류법
- 도메인 네임 시스템
- 미국의회도서관 분류법
- 성표